# Kadaka (Kohila)
Kadaka – wieś w Estonii, prowincji Rapla, w gminie Kohila.